# Evangelische Kirche (Märkt)

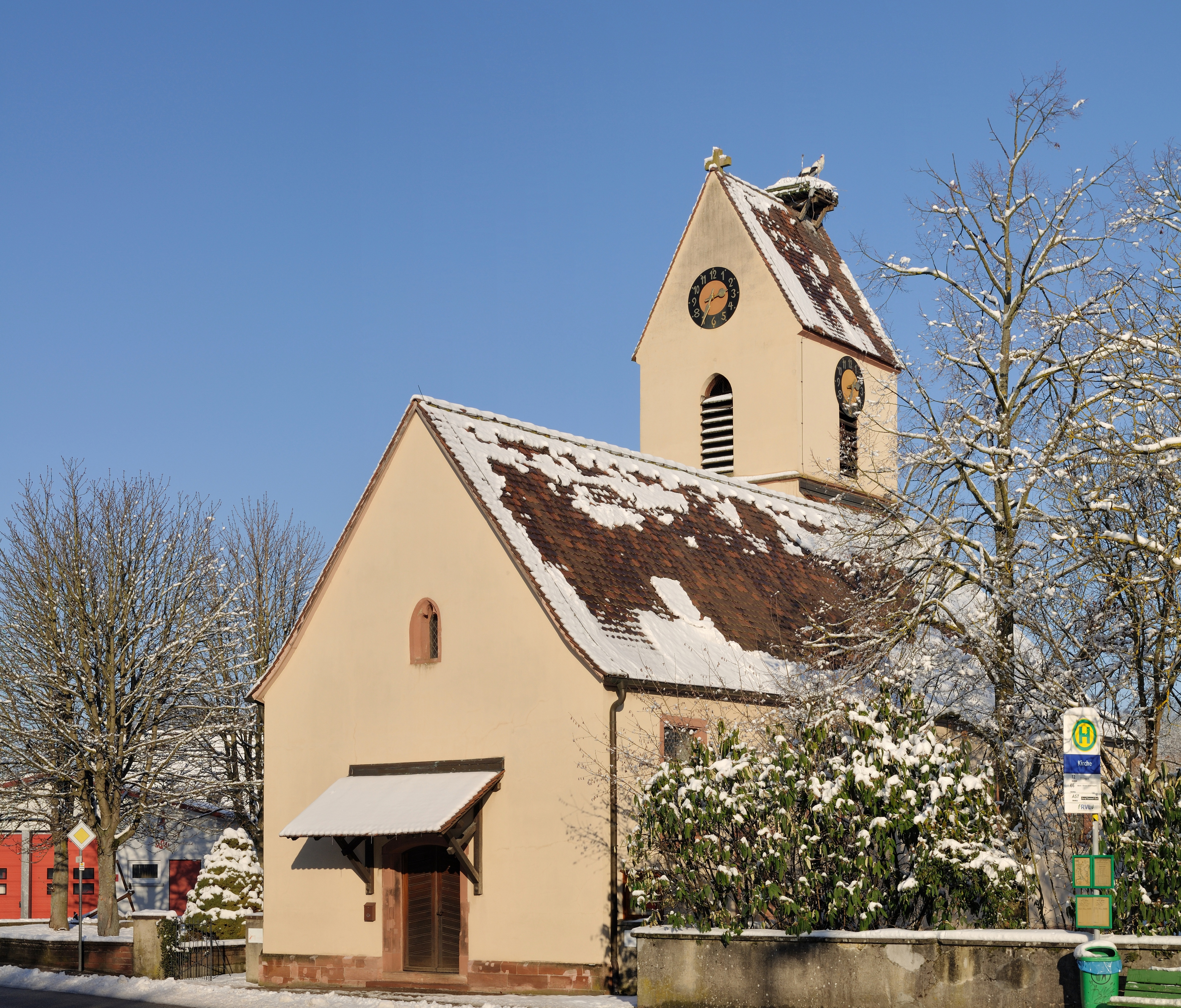
Evangelische Kirche Märkt

Die Evangelische Kirche in Märkt, einem Stadtteil des südbadischen Weil am Rhein, wurde erstmals 1169 urkundlich erwähnt. Die ehemals dem Heiligen Nikolaus geweihte Kirche weist Fresken aus dem 15. Jahrhundert auf, die erst in den 1930er Jahren freigelegt wurden.

## Geschichte
Die erstmalige schriftliche Erwähnung der Kirche in Märkt 1169 – im lateinischen Original als „ecclesia Matro“ bezeichnet – erfolgte zusammen mit den Kirchen in Kirchen und Eimeldingen. Ein damals auch für das Dorf Inzlingen zuständiger Pfarrer tauchte zum ersten Mal im Jahr 1275 auf. Die heutige Kirche geht auf einen Bau im 13. Jahrhundert zurück, die dem Heiligen Nikolaus geweiht war. Auf diese Entstehungszeit weist vor allem der aus verschieden farbigen Steinen bestehende Triumphbogen  hin; die anderen Bauteile könnten auch aus dem 14. Jahrhundert stammen.
Mitte des 18. Jahrhunderts muss die Kirche in einem baufälligen Zustand gewesen sein. Überliefert ist der Wunsch der damaligen Gemeinde, die Kirche aus Platzgründen zu verlängern sowie die Feststellung, dass die Kanzel altersbedingt wankt. Nicht überliefert ist hingegen, wann die Instandsetzungsarbeiten stattgefunden haben.
Instandsetzungsarbeiten 1934 legten überraschend Wandmalereien frei, von deren Existenz man bis dahin nichts wusste. Die Fresken blieben während des Zweiten Weltkrieges unversehrt. Ein Artillerietreffer beschädigte jedoch den Innenraum der Kirche, sowie das komplette Kirchturmdach und einen Teil des Obergeschosses. 1946 schütze man das Bauwerk durch eine Notbedachung.
Bei weiteren Renovierungen im Jahr 1959  stellte man fest, dass die frei gelegten Fresken mehrere Malschichten aufweisen.

## Beschreibung

### Kirchenbau

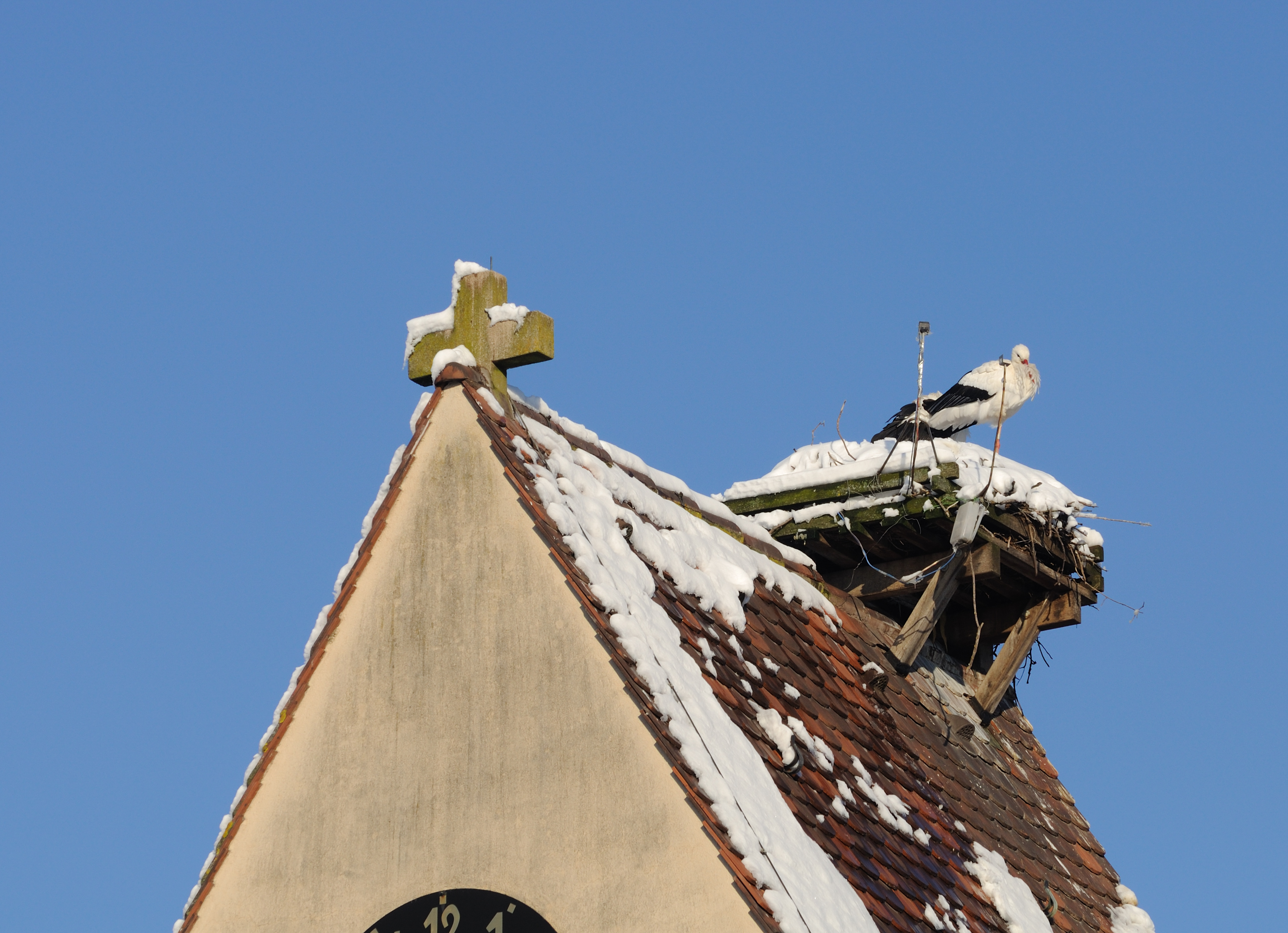
Kirchturmspitze mit Storchennest

Die Märkter Kirche steht im Zentrum und unmittelbar an der Durchgangsstraße des Ortes. Der Bau besteht, wie für die Region typisch, aus einem mit Satteldach gedeckten Langhaus und einem ebenso gedeckten Glockenturm. Der zur Ostseite angebaute Turm weist zu allen vier Seiten spitzbogige Schallarkaden sowie ein Zifferblatt auf. Er trägt auf dem Ostende des Dachgiebels ein Storchennest, auf der Westseite ein kleines Kreuz. Die unteren Geschosse weisen rechteckige Schlitze auf; das Obergeschoss einen umlaufenden Sims. Der ebenfalls im Osten angebaute Chor reicht geringfügig über die Ostwand hinaus und ist mit einem Pultdach bedeckt, das bis zum Dachgiebel des Langhaus-Satteldachs bündig abschließt.
Das Hauptportal der Kirche befindet sich an der Westseite des Langhauses. Die kleine Türe wird von einem flachen Pultdach geschützt.

### Innenraum und Ausstattung
Die Kirche von Märkt ist eine Saalkirche. Der Saal hat eine flach eingezogene Holzdecke. Der Altarbereich befindet sich im Chor, der vom Saal durch einen Triumphbogen getrennt ist. Auf der rechten Zwischenwand befindet sich die Kanzel, die vom Chor aus bestiegen wird. Im Chor befindet sich ein Sakramentshäuschen aus Sandstein mit plastischen Engeldarstellungen aus dem 15. Jahrhundert.
Die Wandmalereien im oberen Teil des Chors bestehen aus umlaufenden Darstellungen der zwölf Apostel und zwölf Propheten im Wechsel. Als Abgrenzung zu den unteren Darstellungen dient ein Schriftband. Die unteren Darstellung, die vermutlich die Nikolauslegende illustriert, stammt sehr wahrscheinlich von einem anderen Meister. Die Fresken werden auf die erste Hälfte des 15. Jahrhunderts hin, während der darunter liegende Zyklus aufgrund der feststellbaren Reste aus der hochgotischen Zeit stammt. Diese werden teilweise auch im Zusammenhang mit dem Basler Totentanz gebracht und Basler Meistern zugeschrieben. Die Fresken wurden von Jürgen Brodwolf restauriert.

### Glocken und Orgel
Das dreistimmige Geläut aus Eisenhartguss wurde 1949 von J. F. Weule aus Bockenem gefertigt und ist auf die Schlagtöne a‘, d‘‘ und f‘‘ gestimmt.
Die 1966 erbaute Orgel stammt von G. F. Steinmeyer & Co. und arbeitet mit einer Schleiflade, einer mechanischen Traktur und umfasst zwei Manuale, ein Pedal und acht Register. Das seitenspielige Werk steht ebenerdig auf der linken Seite im Kirchenraum.